# آنری دگرانژ
آنری دگرانژ (فرانسوی: Henri Desgrange‎; ۳۱ ژانویهٔ ۱۸۶۵ – ۱۶ اوت ۱۹۴۰) روزنامه‌نگار، دوچرخه‌سوار، و دوچرخه‌سوار پیست اهل فرانسه بود.
وی همچنین برندهٔ جوایزی همچون لژیون دونور شده‌است.